# Giallo
Il giallo è uno dei colori dello spettro percepibile dall'occhio umano, classificato come "colore caldo". Il colore giallo ha una lunghezza d'onda tra 565 e 590 nanometri.
È uno dei tre colori primari sottrattivi, insieme al ciano ed al magenta. Il suo colore complementare è il blu.

## Etimologia
Dal punto di vista etimologico in italiano la parola giallo deriva dal francese antico jalne a sua volta derivante dal latino gălbĭnum derivato di gălbus con significato di ‘verde-giallo’.

## In natura
Esempi di minerali che presentano un colore giallo più o meno intenso sono lo zaffiro giallo, l'oro, lo zolfo nativo e l'orpimento.

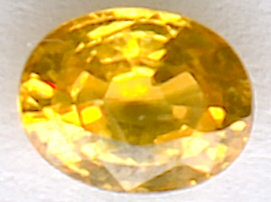
Zaffiro giallo tagliato
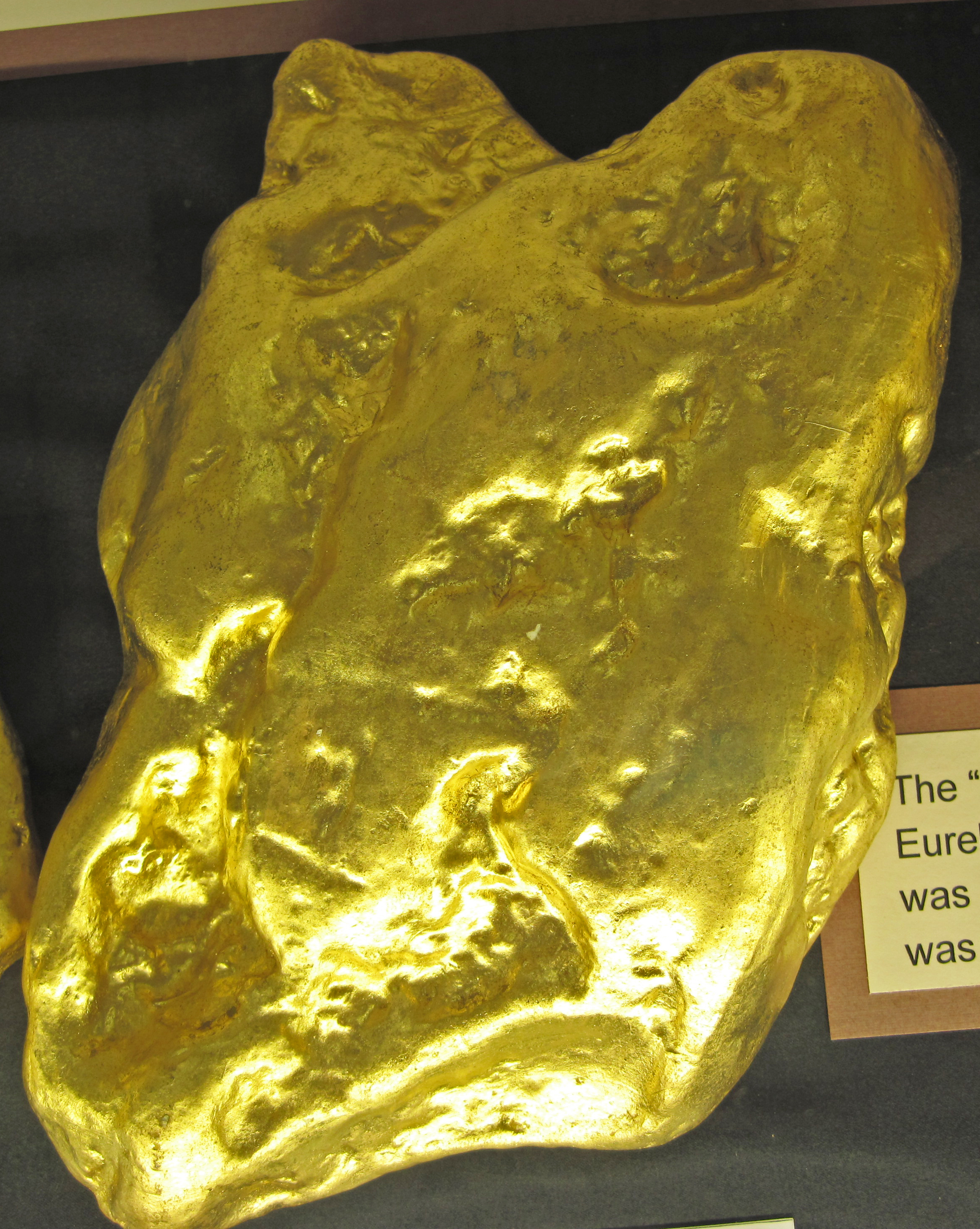
Pepita d'oro
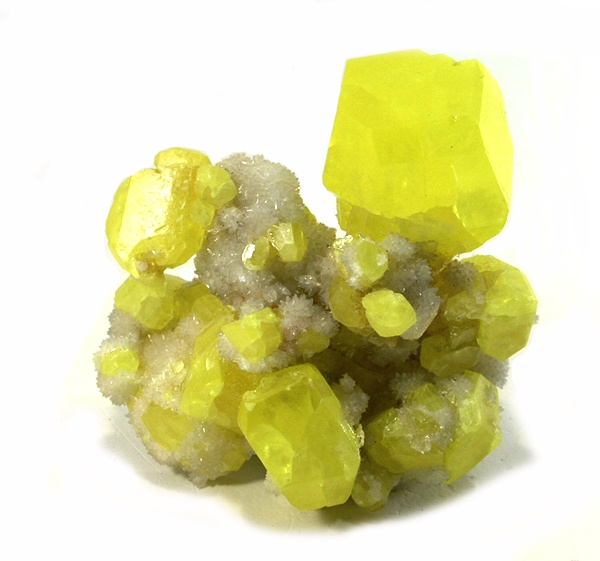
Zolfo nativo su aragonite
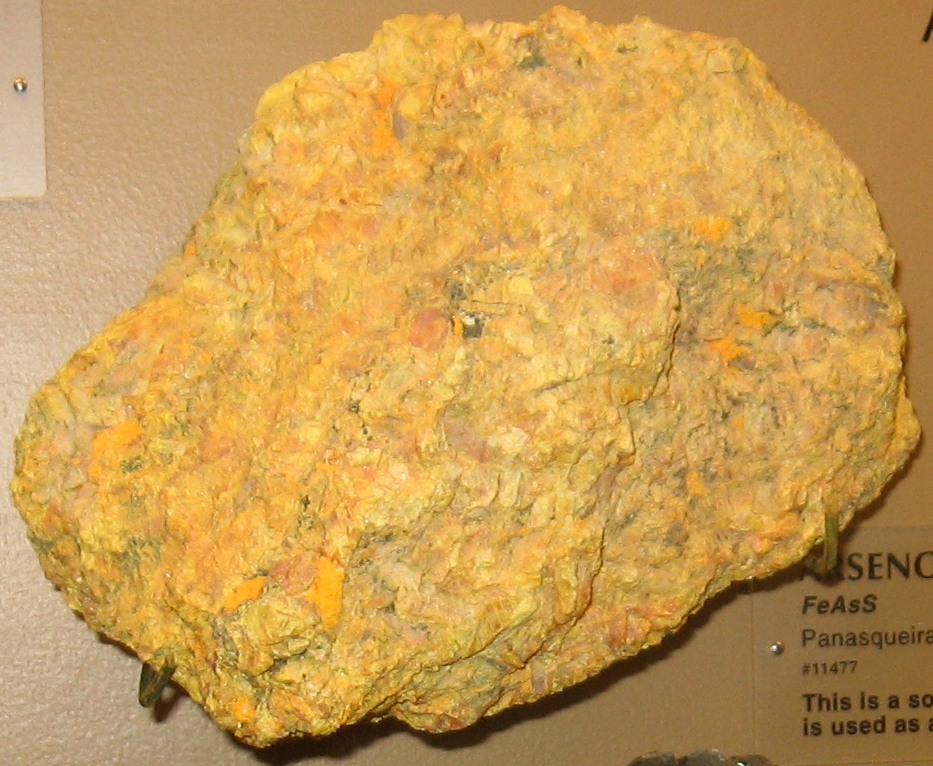
Orpimento

Esempi di vegetali e frutti gialli sono il limone, la banana, l'ananas, la papaya, il jackfruit, la carambola, alcune varietà di melone e molte varietà di mela.
Giallo è inoltre il colore che assume lo zafferano in polvere quando mescolato nelle pietanze, ad esempio nella preparazione del risotto allo zafferano.
Il colore giallo si ritrova inoltre nei petali di molti fiori, tra cui il girasole, il giglio, il tarassaco (chiamato anche "dente di leone"), la mimosa e il narciso.

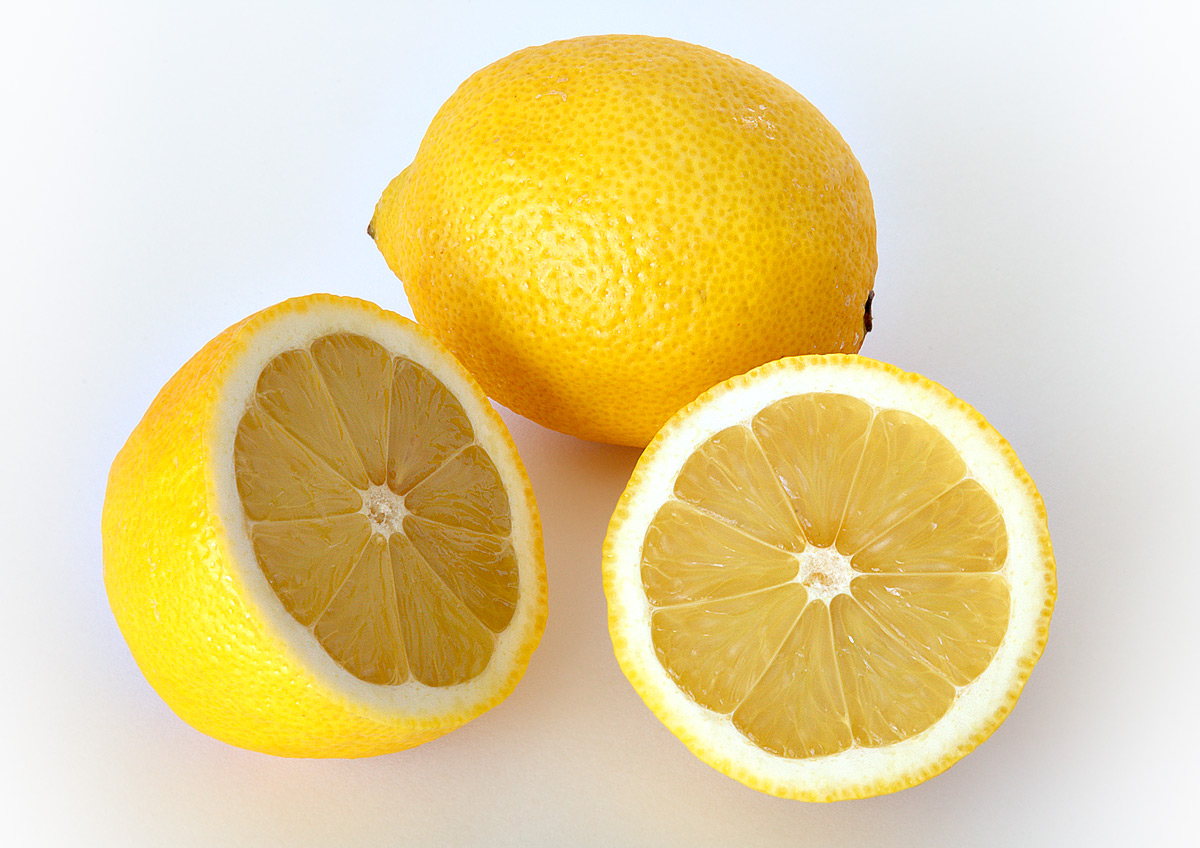
Limone
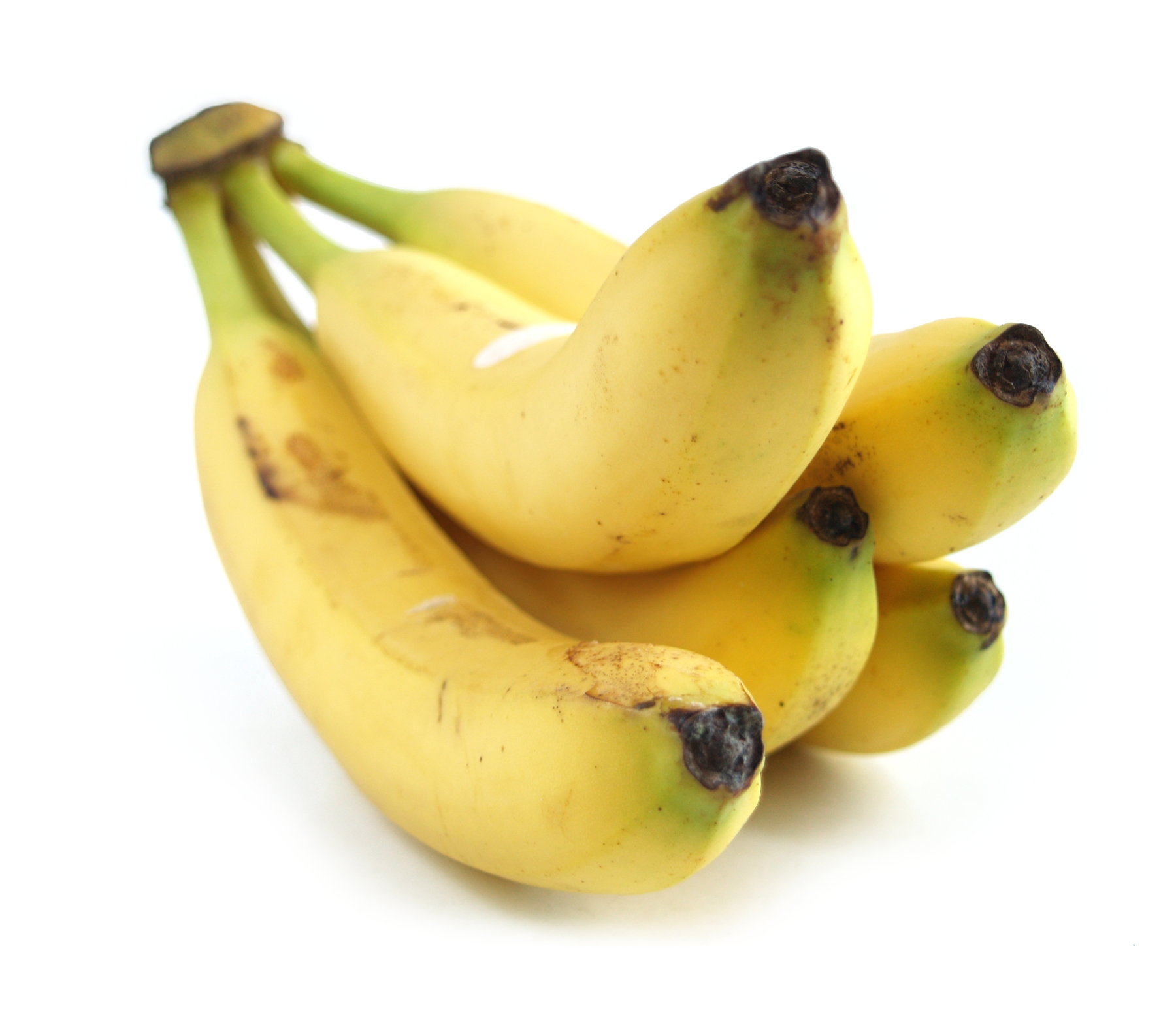
banane
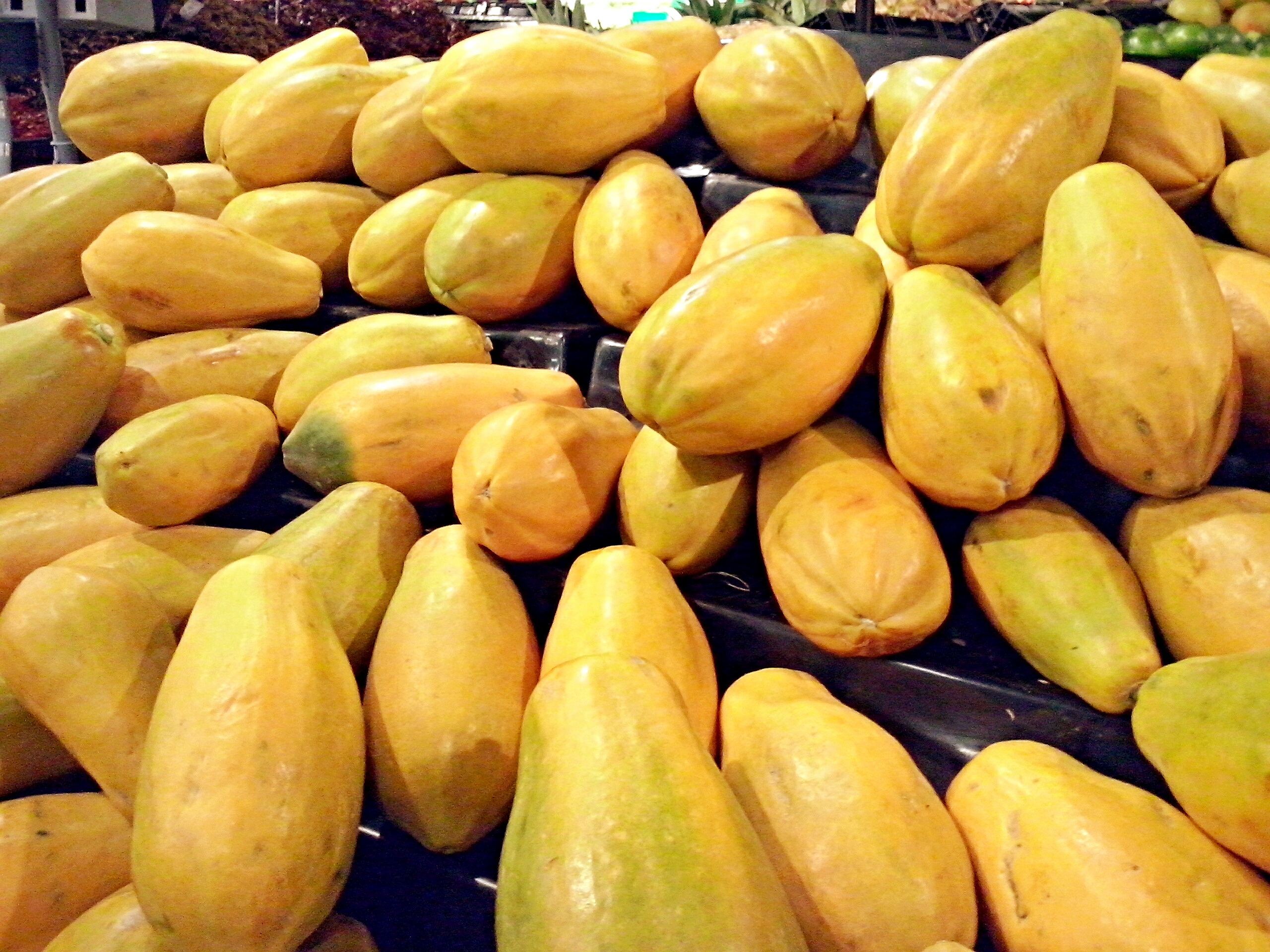
Papaya
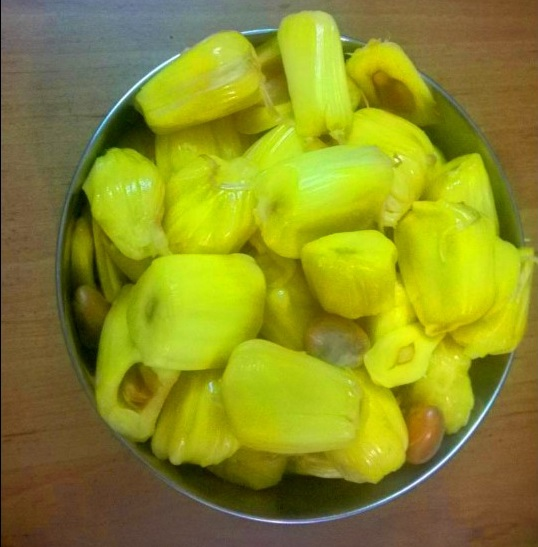
Jackfruit
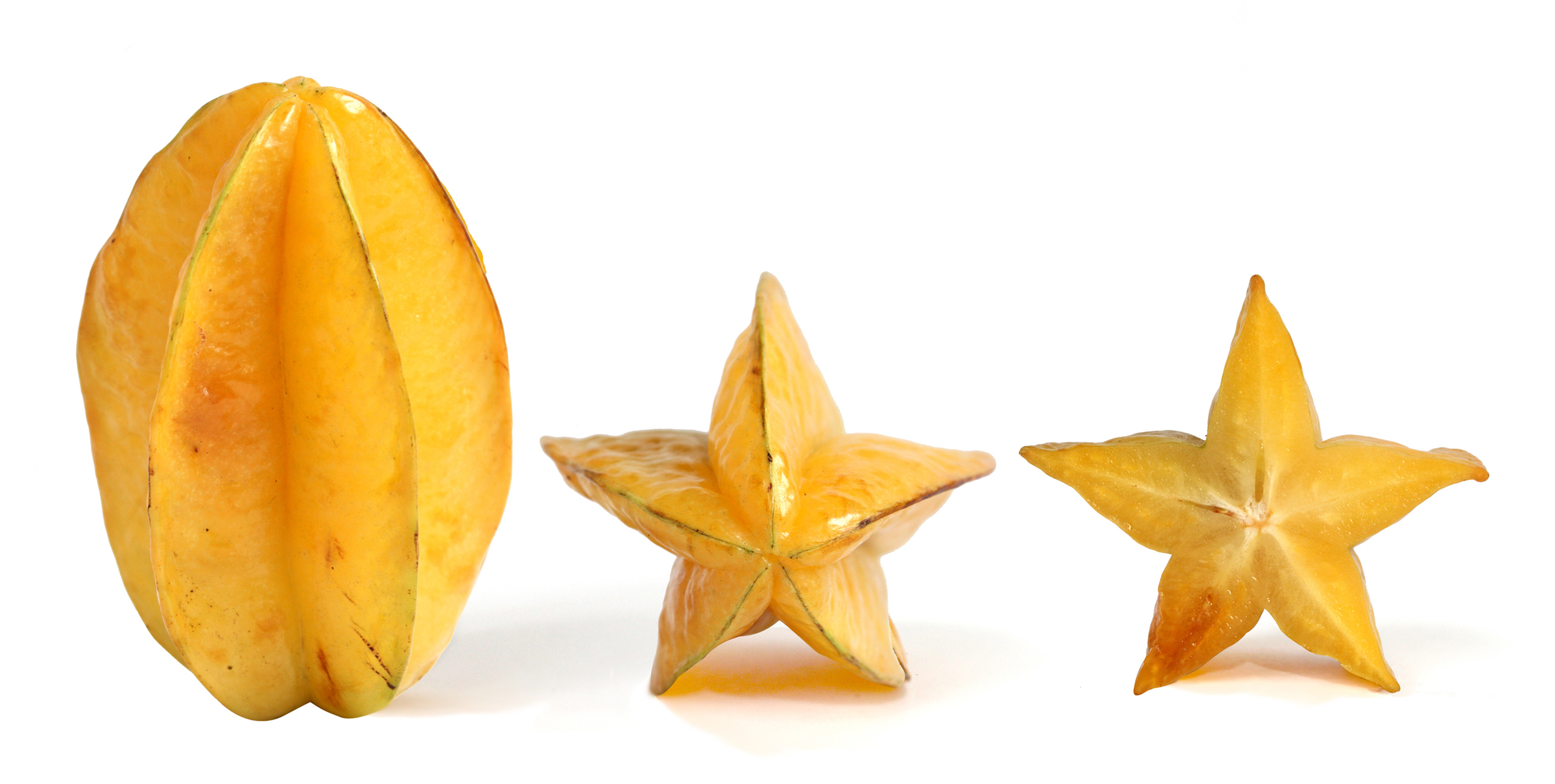
Carambola
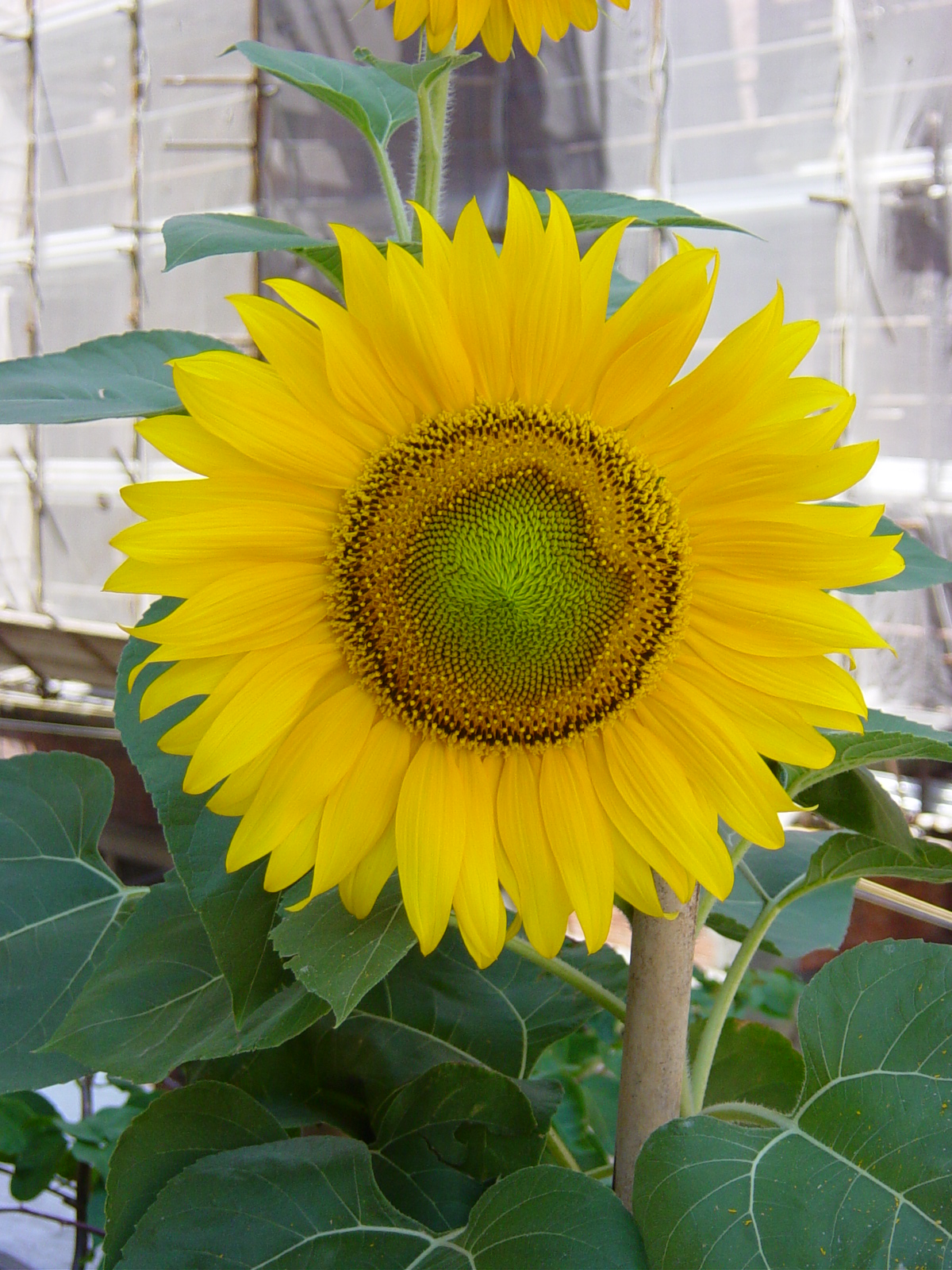
Girasole
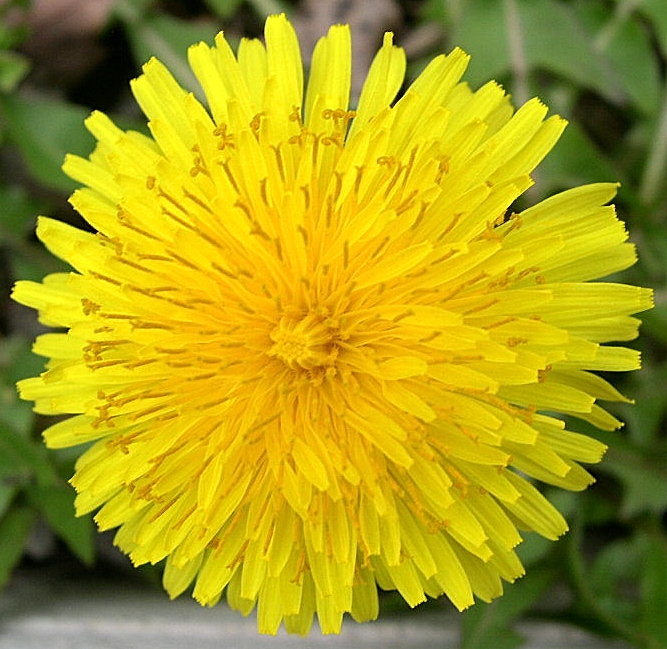
Tarassaco (Taraxacum officinale)
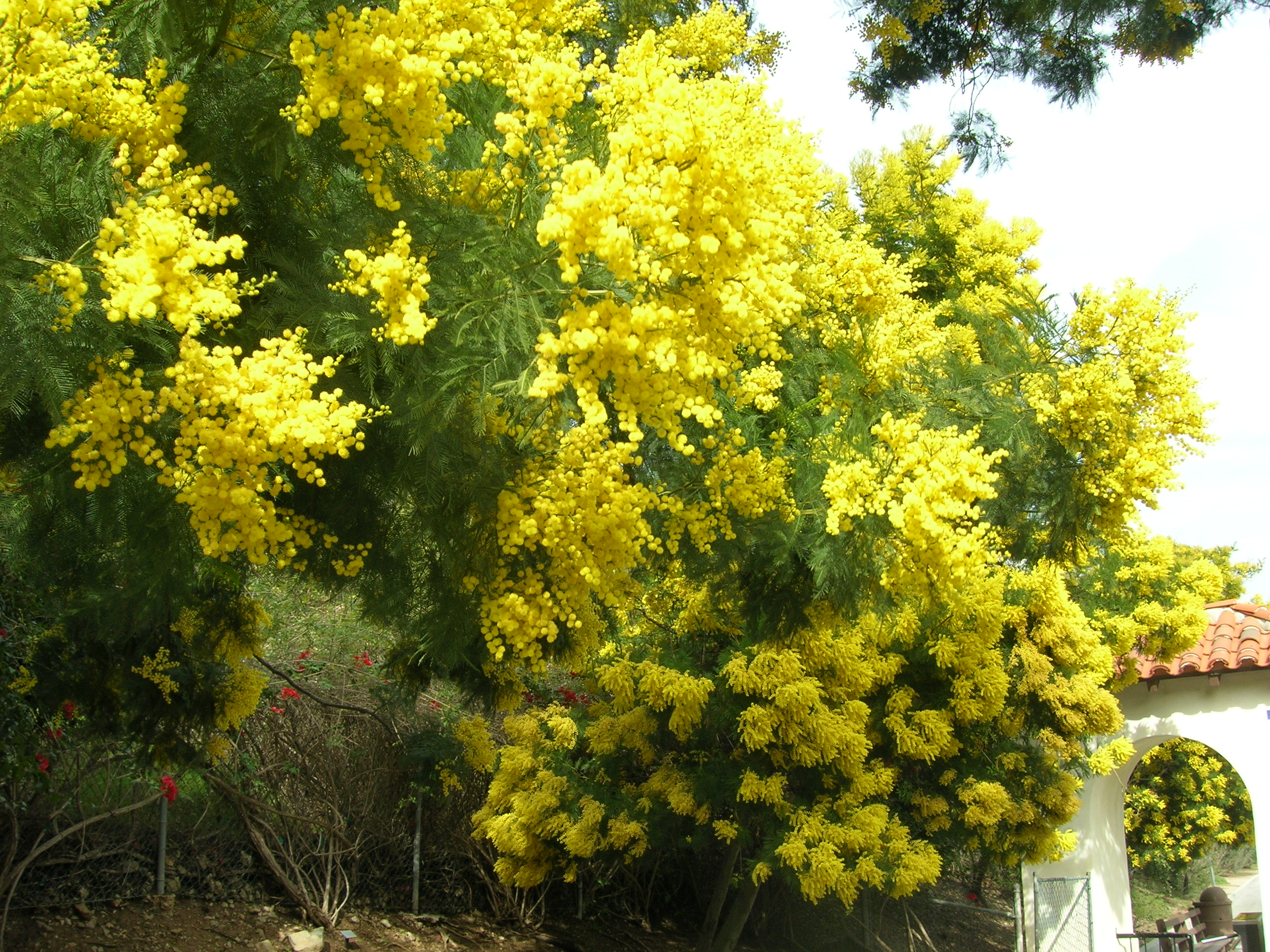
Mimosa (Acacia decurrens)

In zoologia il giallo, specialmente se associato al nero, indica agli altri animali il pericolo; è usato, per esempio, da api, vespe ed animali marini tossici o dotati di pungiglione che in questo modo comunicano la loro pericolosità agli altri animali. Alcune specie, seppure non siano pericolose, riproducono la stessa colorazione "fingendosi" tali per scoraggiare possibili predatori.
Si parla di "xantismo" per indicare una colorazione gialla atipica in un animale. Ad esempio, i canarini che presentano xantismo hanno un piumaggio più giallo rispetto a  quello tipico della loro specie.

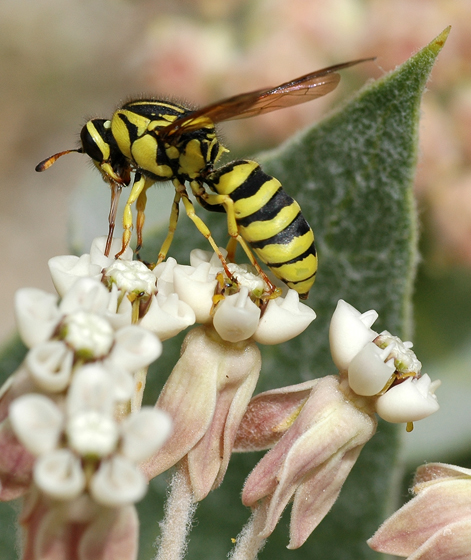
Colorazione giallo-nera in una vespa
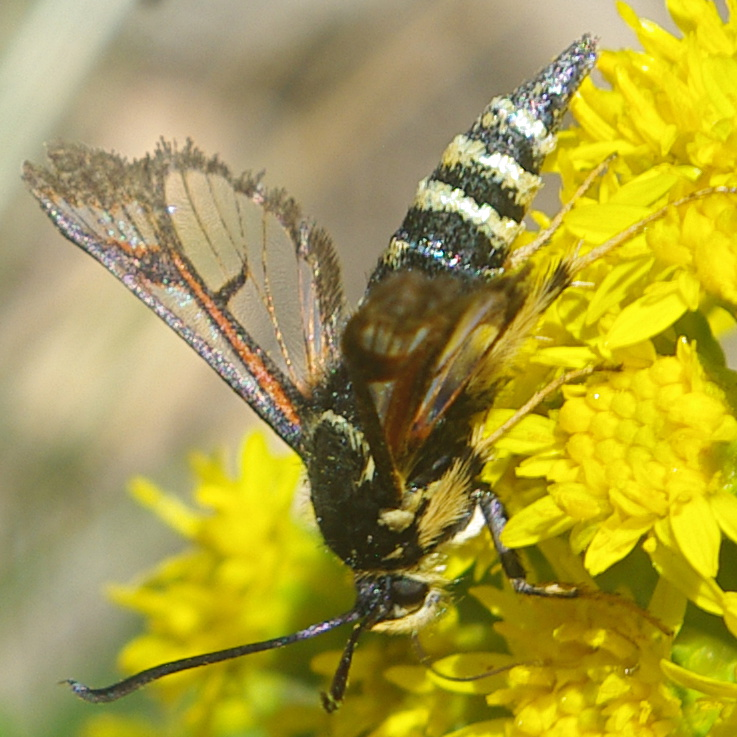
Un innocuo lepidottero con colori e sembianze simili ad una vespa
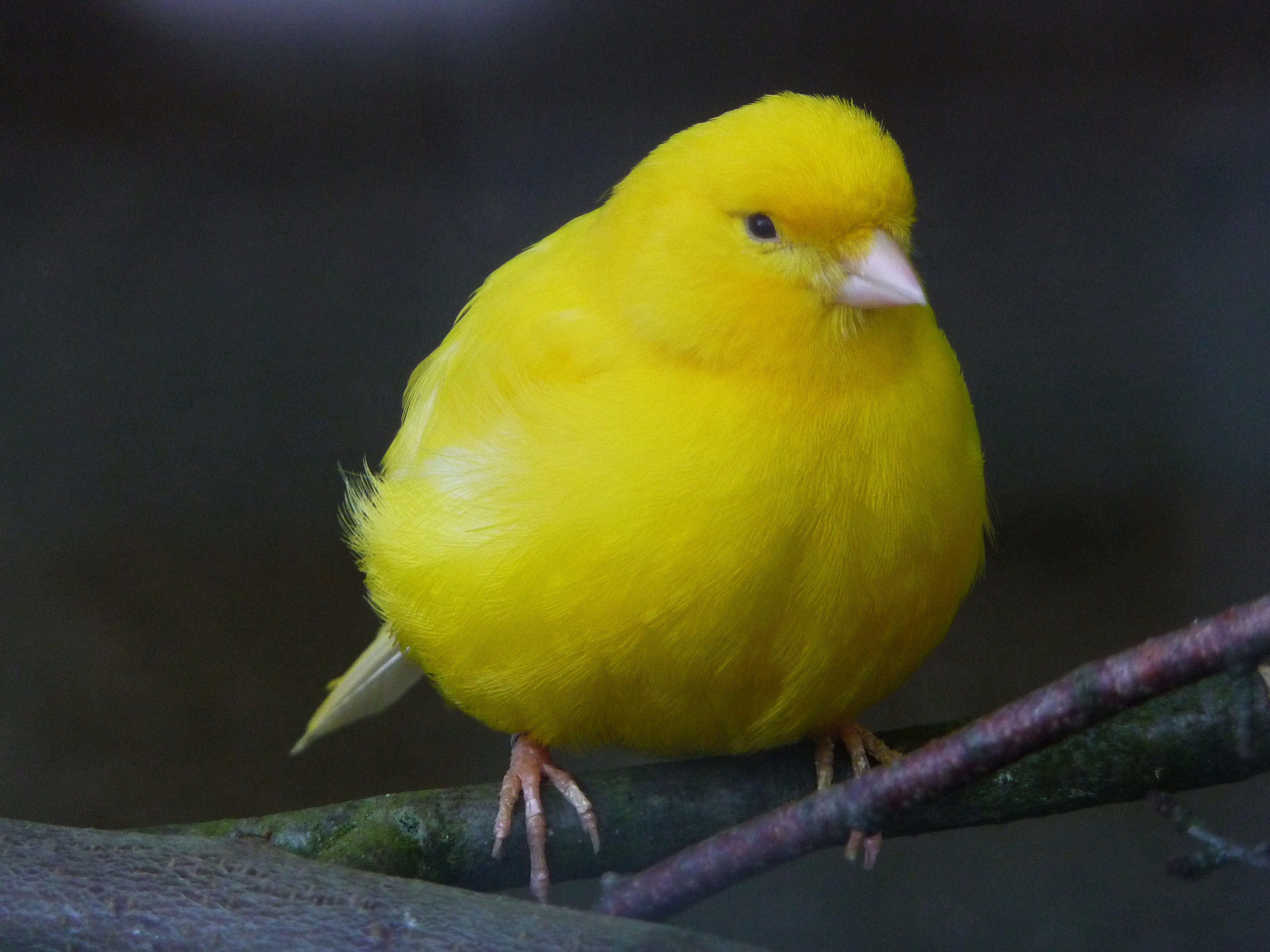
Xantismo nel canarino
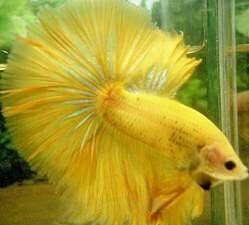
Xantismo nella Betta splendens
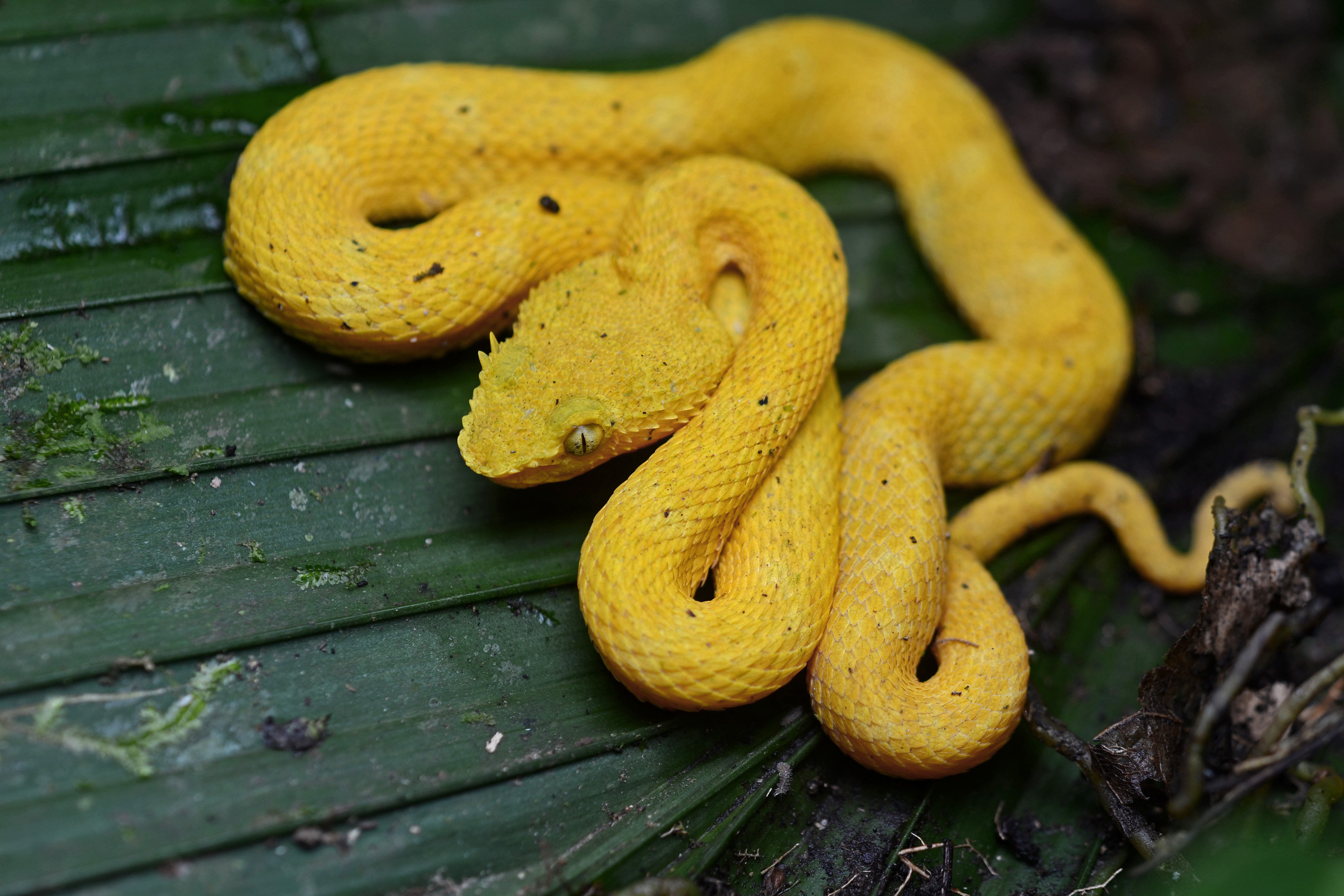
Bothriechis schlegelii
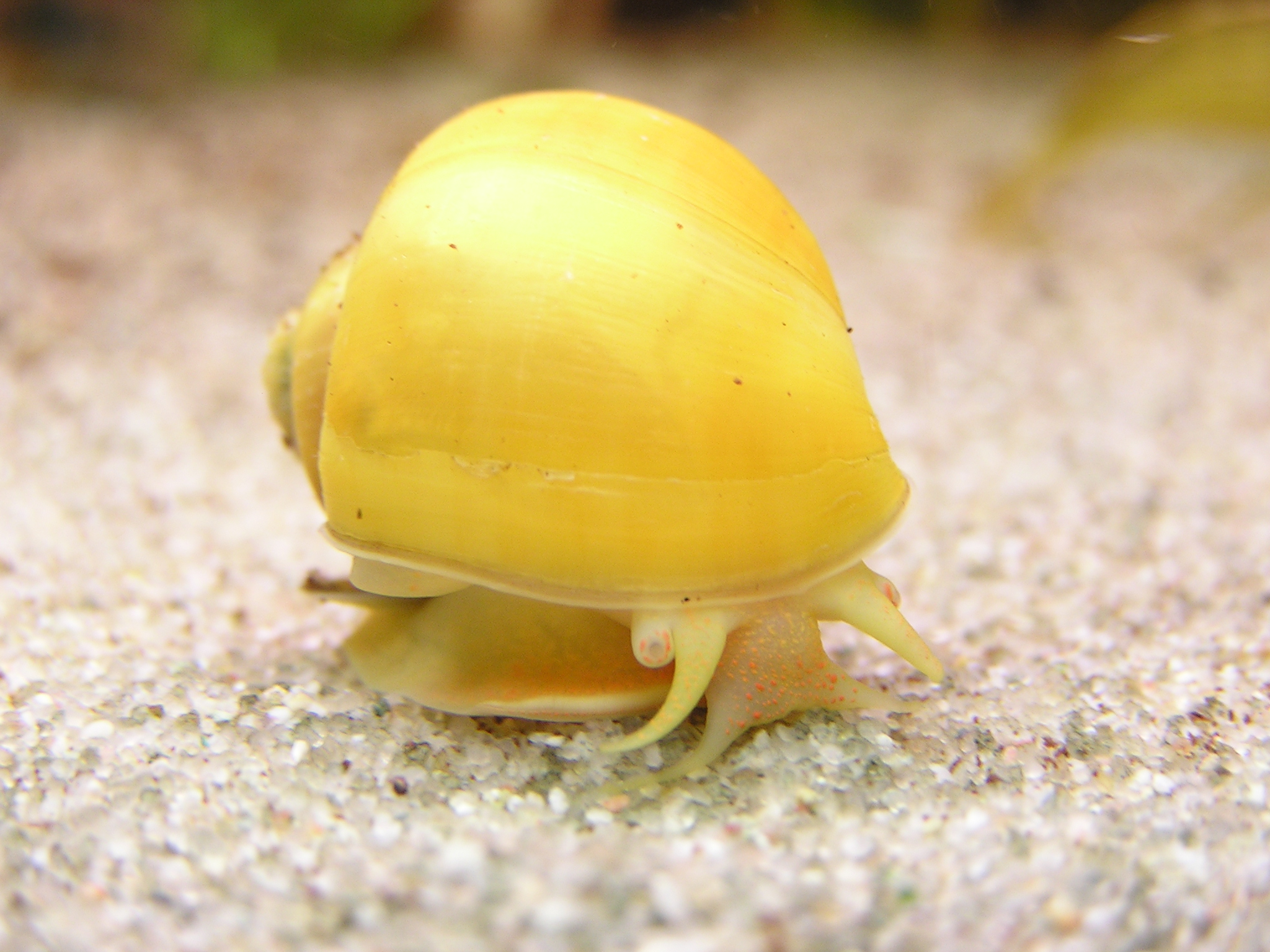
Pomacea bridgesii
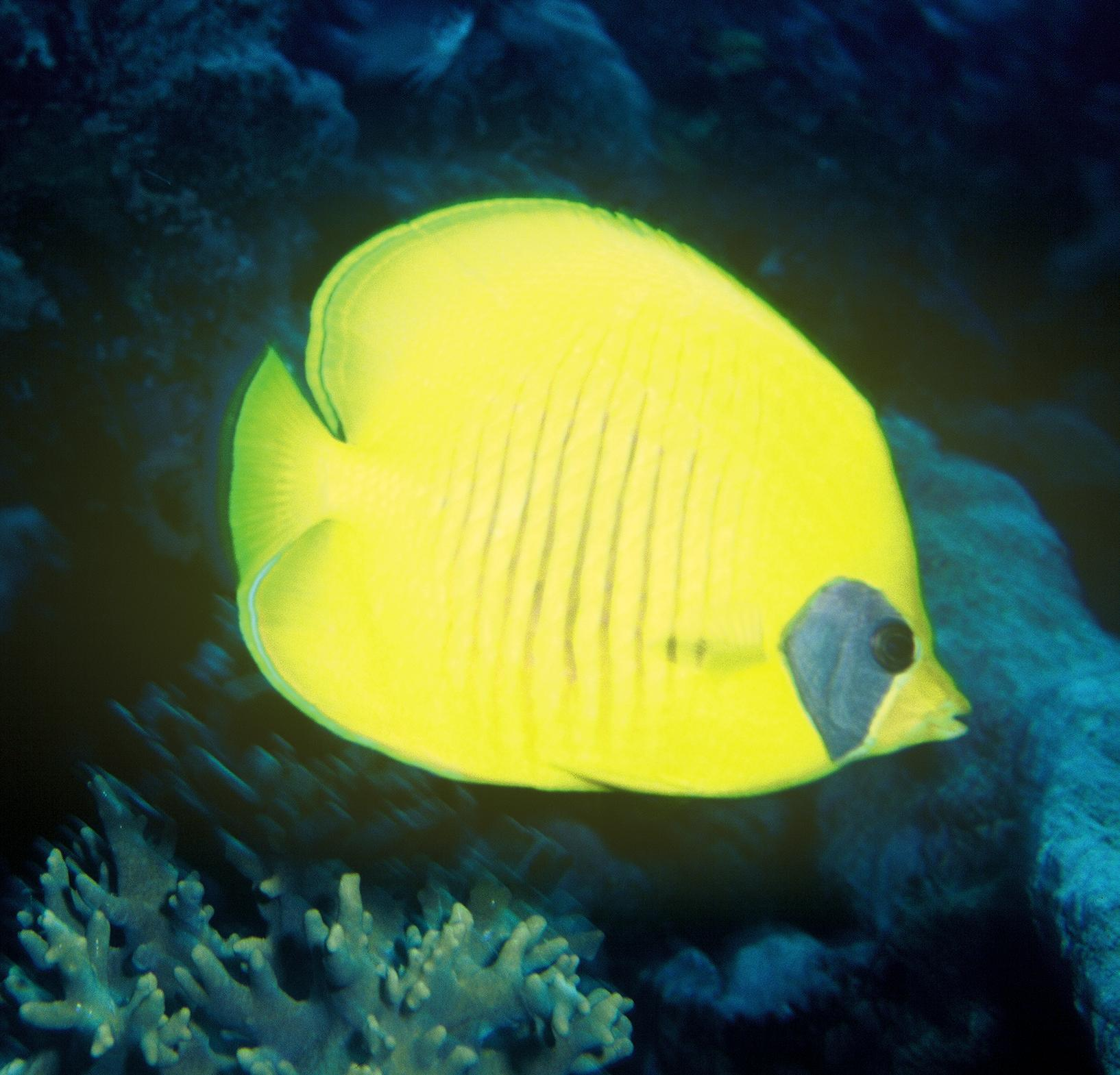
Chaetodon semilarvatus

## Percezione

### Negli esseri umani

Risposta dei coni a ciascuna lunghezza d'onda dello spettro visivo. Il campo del giallo è maggiormente coinvolto dai coni di tipo L rispetto ai coni di M, mentre i coni di tipo S non sono sensibili al giallo.

Negli esseri umani, il colore giallo viene percepito attraverso dei coni (che sono delle cellule fotorecettrici presenti sulla retina dell'occhio) appositamente deputati a distinguere i colori. Esistono tre tipi di coni nell'occhio umano: S, M e L. Ciascuno di questi tipi percepisce un particolare intervallo di colori e la percezione dei singoli colori nasce dalla combinazione dei diversi stimoli. In particolare il colore giallo è associato ad una stimolazione dei coni L molto maggiore rispetto alla stimolazione dei coni M (mentre i coni S non ricevono stimolo dal giallo).

### Negli animali
La percezione del colore giallo è differente tra gli esseri umani e gli animali. Ad esempio i ragni, potendo percepire solo il colore verde e colori nell'ultravioletto, non percepiscono il colore giallo. Non percepiscono il colore giallo neanche i gamberi, il polpo, il calamaro, il coniglio e il ratto.

## Colorazione

### Pigmenti e coloranti
La tabella seguente riporta alcuni dei pigmenti e coloranti che sono stati o sono attualmente utilizzati in diverse applicazioni (tra cui nell'arte, nella stampa, nella verniciatura e come coloranti alimentari):
| Nome comune           | Altre denominazioni             | Formula chimica | Origine                                                                   | Applicazioni e controindicazioni | Immagine |
| --------------------- | ------------------------------- | --------------- | ------------------------------------------------------------------------- | --- | -------- |
| Curcuma               | E100                            |                 | estratto dalla radice di curcuma                                          | non tossico |          |
| Riboflavina           | lattoflavina, vitamina B2, E101 |                 |                                                                           | non tossico |          |
| Tartrazina            | E102                            |                 |                                                                           | possibile allergenico; può provocare insonnia nei bambini; si utilizza in molti alimenti (soprattutto dolci, dolciumi, minestre pronte e yogurt) e in medicinali in capsula; vietato in Svizzera |          |
| Crisoina resorcinolo  | E103                            |                 |                                                                           | vietato l'uso alimentare dal 1977 |          |
| Giallo di chinolina   | E104                            |                 | prodotto di sintesi del catrame                                           | utilizzato in dolci, bevande, uova e merluzzo affumicato; può avere effetti nocivi su fegato e reni; vietato in Australia, Stati Uniti, Giappone e Norvegia                                      |          |
| Giallo solido         | E105, giallo rapido AB          |                 |                                                                           | vietato l'uso alimentare dal 1977 |          |
| Riboflavina-5-fosfato | E106                            |                 |                                                                           | vietato |          |
| Giallo 2G             | E107                            |                 |                                                                           | utilizzato in bibite, zuppe pronte e maionese; può provocare allergia, iperacidità e asma; per lo più vietato in uso alimentare                                                                  |          |
| Giallo arancio S      | E110                            |                 | prodotto di sintesi del catrame                                           | utilizzato in bibite e dolci; possibile allergenico e tossico in alte dosi; vietato in alcuni paesi                                                                                              |          |
| Hansa Yellow 10G      | CAS 6486-23-3                   |                 |                                                                           | non tossico |          |
| Arylide Yellow 5GX    |                                 |                 |                                                                           | non tossico |          |
| Ossido di piombo      | Giallo ossido, giallo di piombo | PbO             | estratto dall'antichità dal minerale litargirio o prodotto sinteticamente | |          |
| Giallo di cromo       |                                 | PbCrO4          |                                                                           | tossico |          |
| Giallo di Napoli      | Antimoniato basico di piombo    | Pb3(SbO4)2      |                                                                           | tossico |          |
| Limonite              |                                 | FeO(OH)*nH2O    |                                                                           | non tossico |          |
| Giallo di cadmio      |                                 | CdS             |                                                                           | leggermente tossico |          |

### In pirotecnica

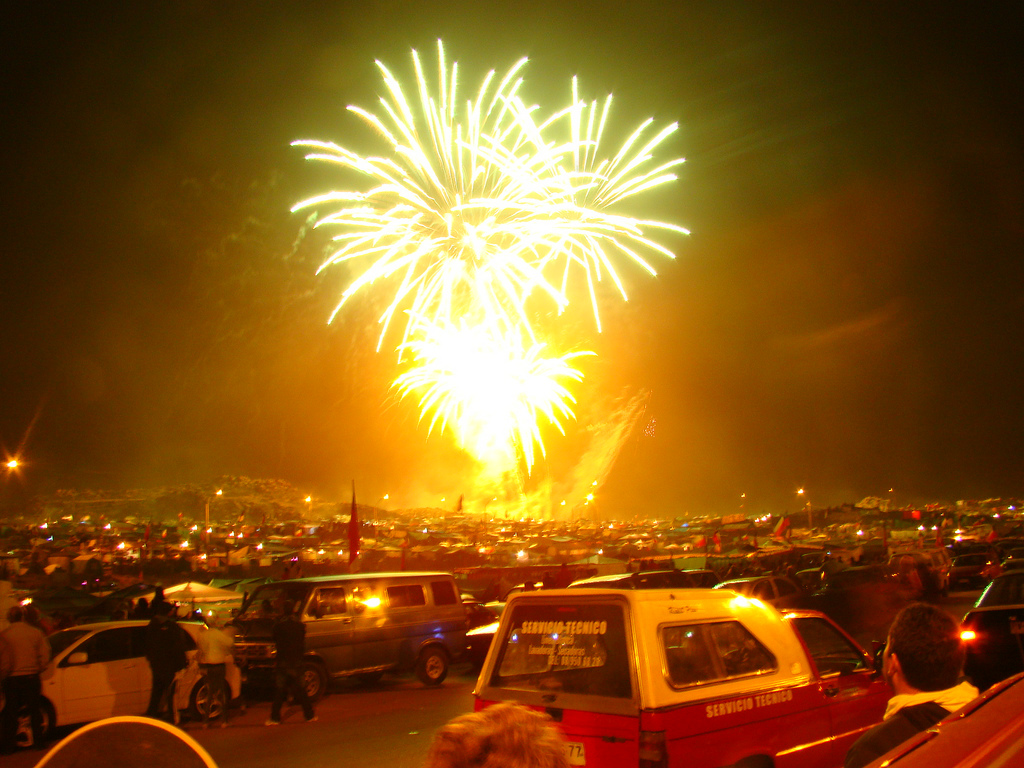
Fuochi d'artificio di colore giallo.

Nell'ambito pirotecnico, giochi d'artificio di colore giallo o sue sfumature possono essere ottenuti da acido gallico, carbonato di sodio, creta, nitrato di sodio e ossalato di sodio.

### Nel vetro
Nell'ambito della produzione del vetro, per ottenere varie sfumature di giallo si usano: titanio, cadmio, argento e uranio.

### Nella tecnologia laser

Lunghezze d'onda associate ai diversi tipi di laser commerciali.

### In chimica analitica

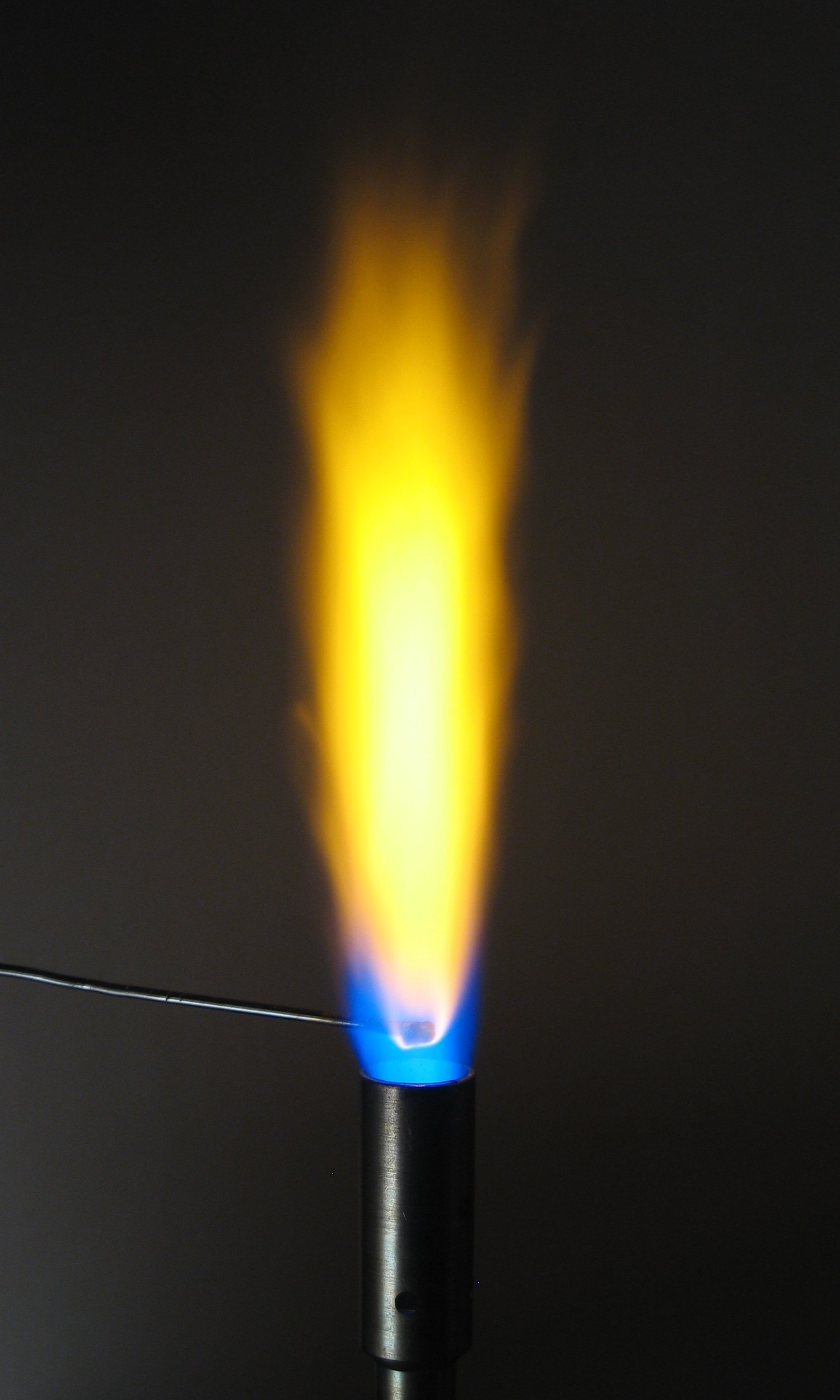
Saggio alla fiamma su carbonato di sodio.

Nel saggio alla fiamma, una fiamma di colore giallo può indicare la presenza di sodio. In generale, fiamme di colore giallo indicano una temperatura di fiamma moderata (intorno ai 900-1200 °C circa).
Nell'indicatore universale, il colore giallo denota una soluzione con pH leggermente acido.

## Codifica
Nell'ambito dell'elettronica, prima dell'avvento degli schermi a colore, il giallo non poteva essere visualizzato attraverso gli schermi in bianco e nero. A partire dall'introduzione delle tecniche di cinematografia a colori (come il processo Kinemacolor del 1908 e il successivo Technicolor del 1916), è stato possibile visualizzare nello stesso schermo elettronico diverse sfumature di colori, tra cui anche il giallo, utilizzando diverse codifiche del colore, tra cui quelle indicate di seguito.

### RGB

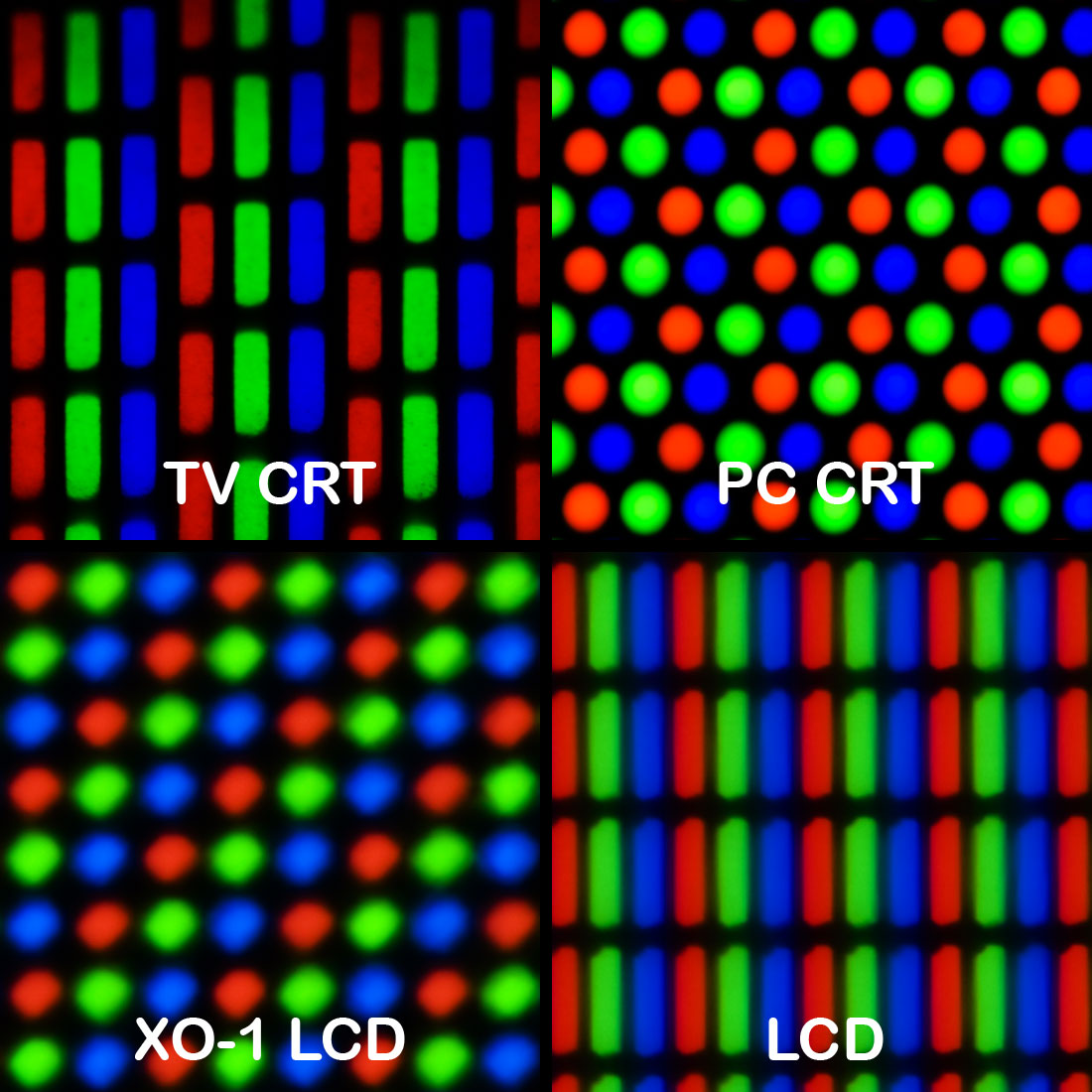

Il giallo non è un colore primario nella codifica RGB, dove i colori primari sono il rosso, il verde e il blu. Tale colore è quindi ottenuto dalla miscelazione additiva dei colori primari rosso e verde, per cui il codice RGB del giallo "puro" è (255; 255; 0), ovvero con il valore massimo (255) delle componenti rossa e verde e un valore nullo (0) della componente blu. Tale combinazione nel sistema numerico esadecimale (HEX) corrisponde al valore #FFFF00 (utilizzato ad esempio nel linguaggio HTML per identificare il colore giallo).
Gli schermi che si basano sulla codifica RGB hanno 3 tipi di pixel: rossi, verdi e blu, aventi una forma e una disposizione differente a seconda dello specifico tipo di schermo (ad esempio TV CRT, PC CRT o LCD); la visualizzazione del colore "giallo" corrisponde dunque all'accensione dei pixel di colore rosso e verde, mentre la visualizzazione di varianti del colore giallo corrisponde ad una combinazione dei 3 tipi di pixel nella quale i pixel di colore rosso e verde sono accesi con maggiore intensità rispetto ai pixel di colore blu.

### CMYK

Il colore giallo (cerchio in basso a destra, indicato con Y) può essere miscelato attraverso miscelazione sottrattiva il magenta (M) e il ciano (C) per ottenere rispettivamente il colore rosso e il colore verde.

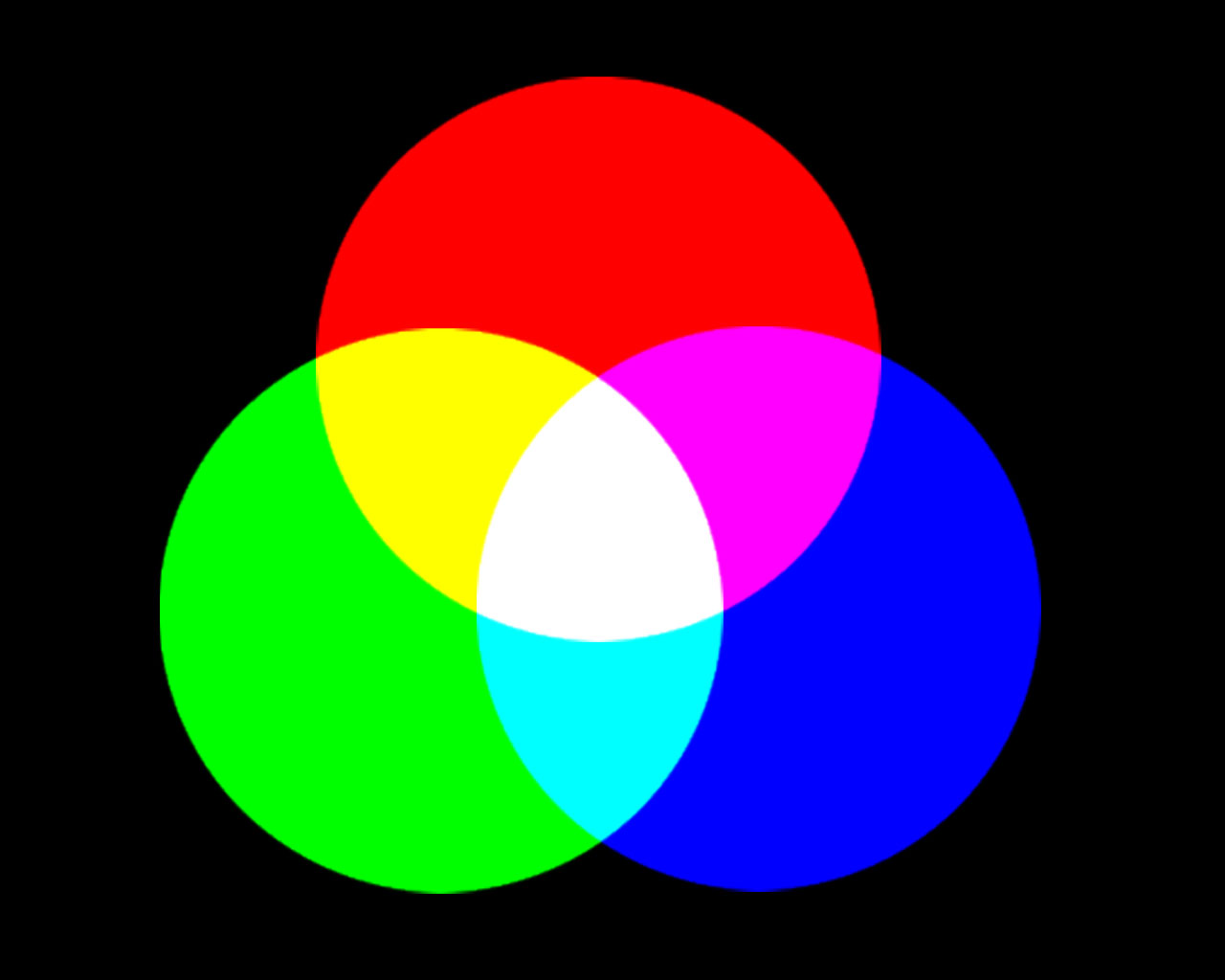
Il giallo può essere ottenuto dalla combinazione additiva del rosso e del verde.

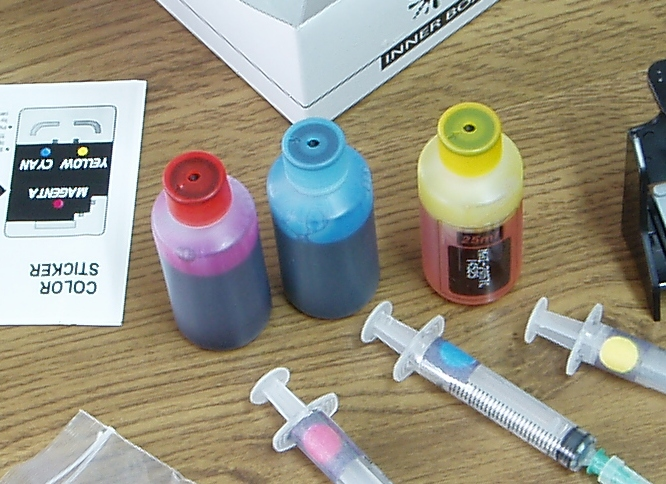
Ricariche per cartucce di colore magenta, ciano e giallo.

Nella codifica CMYK (ciano-magenta-giallo-nero), che si basa sulla miscelazione dei colori sottrattiva, il colore giallo è un colore primario, ed è indicato dalla quadrupla (0; 0; 100; 0), dove la componente gialla (Y) presenta il valore massimo (100) mentre gli altri componenti presentano valori nulli (0).

### HSV
Nella codifica HSV (tonalità, saturazione e valore), la tonalità del colore giallo è associata ad un angolo di 60°, per cui il colore giallo è rappresentato dalla terna (60°; 100%; 100%), dove la saturazione e il valore del colore sono entrambi al loro valore massimo (100%).

### HSL
Nella codifica HSL (tonalità, saturazione e luminosità), la tonalità del colore giallo è associata ad un angolo di 60°, per cui il colore giallo è rappresentato dalla terna (60°; 100%; 50%), dove la saturazione del colore è al loro valore massimo (100%), mentre la luminosità è al valore medio (50%).

### In HTML
In HTML, i colori possono essere rappresentati attraverso un codice esadecimale che corrisponde al codice RGB del colore. Inoltre, ad alcuni di questi colori sono associati dei nomi che possono essere utilizzati in sostituzione del codice esadecimale, al fine di facilitarne la memorizzazione. A parte il colore identificato con il nome inglese "yellow" (giallo), che rappresenta una particolare tonalità di giallo, ovvero quella che corrisponde al codice RGB(255, 255, 0) – in esadecimale #FFFF00  – , i browser moderni riconoscono altri nomi di "colori gialli", tra cui il colore "gold" (oro), associato al codice esadecimale #FFD700.

### Pantone
Il sistema Pantone è stato messo a punto negli anni cinquanta per poter classificare i colori e "tradurli" nel sistema di stampa a quadricromia CMYK grazie a un codice arbitrario composto da due campi, nel primo dei quali può essere presente una parola (ad esempio "RED" per il rosso) o un numero di due cifre che si riferisce alla famiglia di appartenenza.
Dal 2000, il Pantone Color Institute dichiara un particolare colore all'anno detto "Color of the Year". In particolare, nel 2009 il titolo di "Colore dell'anno" è stato assegnato ad una particolare gradazione di giallo, denominata "Mimosa".

## Combinazioni con altri colori
Nell'ambito del web, miscelando miscelazione sottrattiva il colore "giallo" (inteso come colore la cui codifica esadecimale è #FFFF00) con altri colori, si ottengono le seguenti combinazioni:
| Giallo (#FFFF00) | + | Bianco (#FFFFFF) | = | Giallo chiaro (#ffff80)   |
| Giallo (#FFFF00) | + | Nero (#000000)   | = | Giallo scuro (#808000)    |
| Giallo (#FFFF00) | + | Rosso (#FF0000)  | = | Arancione (#FF8000)       |
| Giallo (#FFFF00) | + | Blu (#0000FF)    | = | Grigio (#808080)          |
| Giallo (#FFFF00) | + | Verde (#00FF00)  | = | Verde brillante (#80ff00) |

Le combinazioni della tabella precedente sono valide solo "a video" e i colori risultanti sono ottenuti a partire dal codice del colore, ovvero attraverso un procedimento matematico da cui si ottiene il codice del colore che è la combinazione "teorica" dei primi due colori.

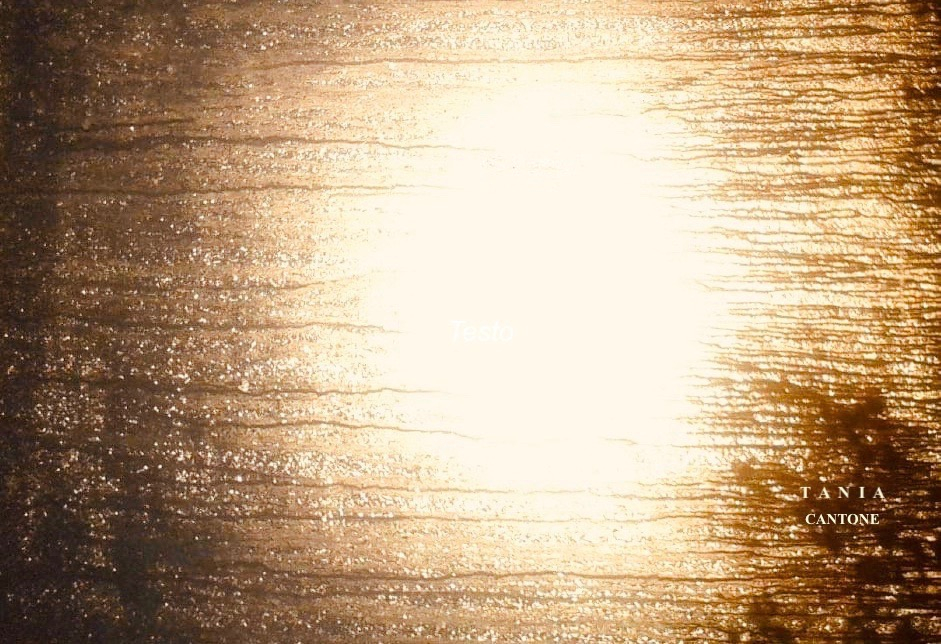
Una combinazione di colore creata con un pigmento giallo e un pigmento scuro ottenuta con un mix fra pittura digitale e pittura tradizionale.
Glow after (Tania Cantone)

Nel caso della pittura, della stampa e in altri ambiti in cui il colore giallo non è ottenuto su uno schermo elettronico, bensì attraverso l'utilizzo di un pigmento o colorante, il colore che ne risulta può essere più o meno differente a seconda delle sostanze utilizzate, dal supporto e della proporzione dei due colori iniziali. Ad esempio, nel caso dei colori ad olio, la combinazione di un pigmento giallo e di un pigmento nero fornisce un colore piuttosto scuro, ovvero il pigmento nero "predomina" sul giallo, così come avviene in generale miscelando un pigmento chiaro con uno più scuro, per cui, a meno che non si voglia dipingere un quadro molto scuro, si tenderà a utilizzare una quantità maggiore di pigmenti chiari e una quantità minore di pigmenti scuri. Inoltre il cosiddetto gamut di uno schermo elettronico (ovvero l'insieme dei colori che lo schermo è in grado di produrre) è molto differente dall'insieme di colori che possono essere rappresentati nella pittura o in altre tecniche, per cui il colore "giallo" o altri colori visualizzati su uno schermo saranno differenti dagli stessi colori rappresentati con altre tecniche.
La miscelazione del giallo con gli altri colori fornisce dei risultati differenti da quelli indicati sopra nel caso in cui si utilizzino tecniche di miscelazione additiva (ad esempio combinando tra loro due fasci di luce di due colori).

## Simbolismo

### Nell'arte
Il giallo, così come il rosso, è il colore caratteristico dell'autunno perché in questa stagione le foglie diventano gialle e rosse e questi colori sono anche di ispirazione per i pittori nei loro quadri.

### Nella letteratura

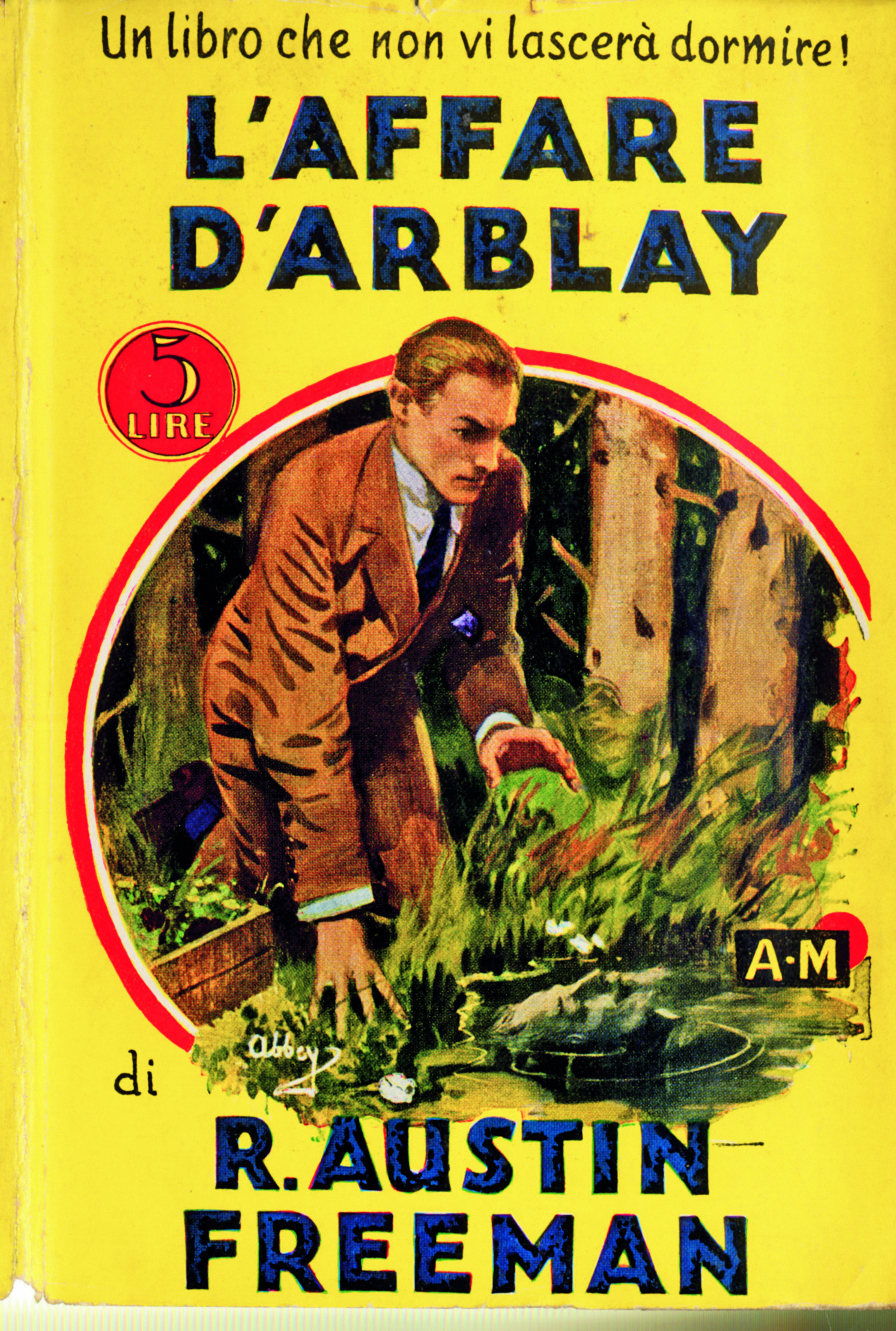
Copertina di un romanzo giallo (Richard Austin Freeman - L'affare D'Arblay (The D'Arblay Mystery) - I Gialli Mondadori 1931).

- Il giallo è, in Italia, un genere narrativo incentrato sull'indagine e la risoluzione di un mistero, generalmente un crimine. Il nome deriva dal colore della copertina di una fortunatissima serie di romanzi polizieschi editi dalla casa editrice Arnoldo Mondadori a partire dal 1929.

### In politica, araldica e vessillologia
- In politica il giallo è il colore dei partiti e movimenti radicali
- Il colore giallo aveva un ruolo molto importante nella Cina imperiale, perché era legato al potere dell’imperatore e al suo rapporto con il Cielo. Nella tradizione cinese, il giallo era visto come il colore del sole, della terra e del centro del cosmo. Per questo venne collegato all’imperatore come simbolo di sovranità e di mandato celeste. L’uso del giallo brillante era quindi soprattutto permesso solo al sovrano e alla sua famiglia imperiale. Durante la dinastia Qing (1616-1912), le regole sull’uso del giallo divennero molto rigide. Il sovrano era l’unico che poteva indossare il vestito del drago (龍袍, longpao), cioè una veste in seta gialla decorata con draghi, che rappresentava il suo potere assoluto. Il divieto di usare il giallo non riguardava solo i vestiti, anche le tegole gialle erano usate solo per i palazzi imperiali, come quelli della Città Proibita a Pechino e la carta gialla non poteva essere utilizzata dal popolo, mentre gli editti imperiali venivano scritti su seta gialla. In alcuni casi, l’imperatore concedeva a funzionari o militari di alto merito una magua gialla, cioè una giacca da cavallerizzo che era simbolo di grande onore. I sacerdoti taoisti invece dovevano chiedere permessi speciali per interpretare rituali con oggetti di colore giallo. Con il declino dell’impero Qing, tra XIX e XX secolo, il giallo iniziò a diffondersi anche fra la popolazione comune, e piano piano perse il suo valore esclusivo.[20]

### Festività e religione
- Giallo è il colore sacro del Buddhismo, simbolo della saggezza.

### Nella segnaletica
- Il colore giallo è utilizzato da segnali che indicano la pericolosità di organi in movimento di una macchina.
- Nei semafori il giallo avvisa che sta per scattare il rosso. Se la luce gialla lampeggia e sono spenti il rosso e il verde, di solito nelle ore notturne in presenza di scarso traffico, invita a procedere con prudenza nell'attraversamento degli incroci.
- Il giallo è utilizzato per la segnaletica stradale provvisoria nonché per la delimitazione di parcheggi e aree di sosta riservate a determinate categorie (ad esempio disabili, taxi, carico/scarico merci)
- In molte città i taxi sono gialli; tale uso probabilmente deriva da New York, dove il tassista Harry N. Allen dipinse di giallo il suo taxi dopo aver imparato che il giallo è il colore più facilmente distinguibile da lontano. Per lo stesso motivo, molti scuolabus sono dipinti di giallo per aumentarne la visibilità e offrire maggior sicurezza nella salita e discesa degli utenti.
- I tubi che servono da condutture di gas sono di colore giallo.

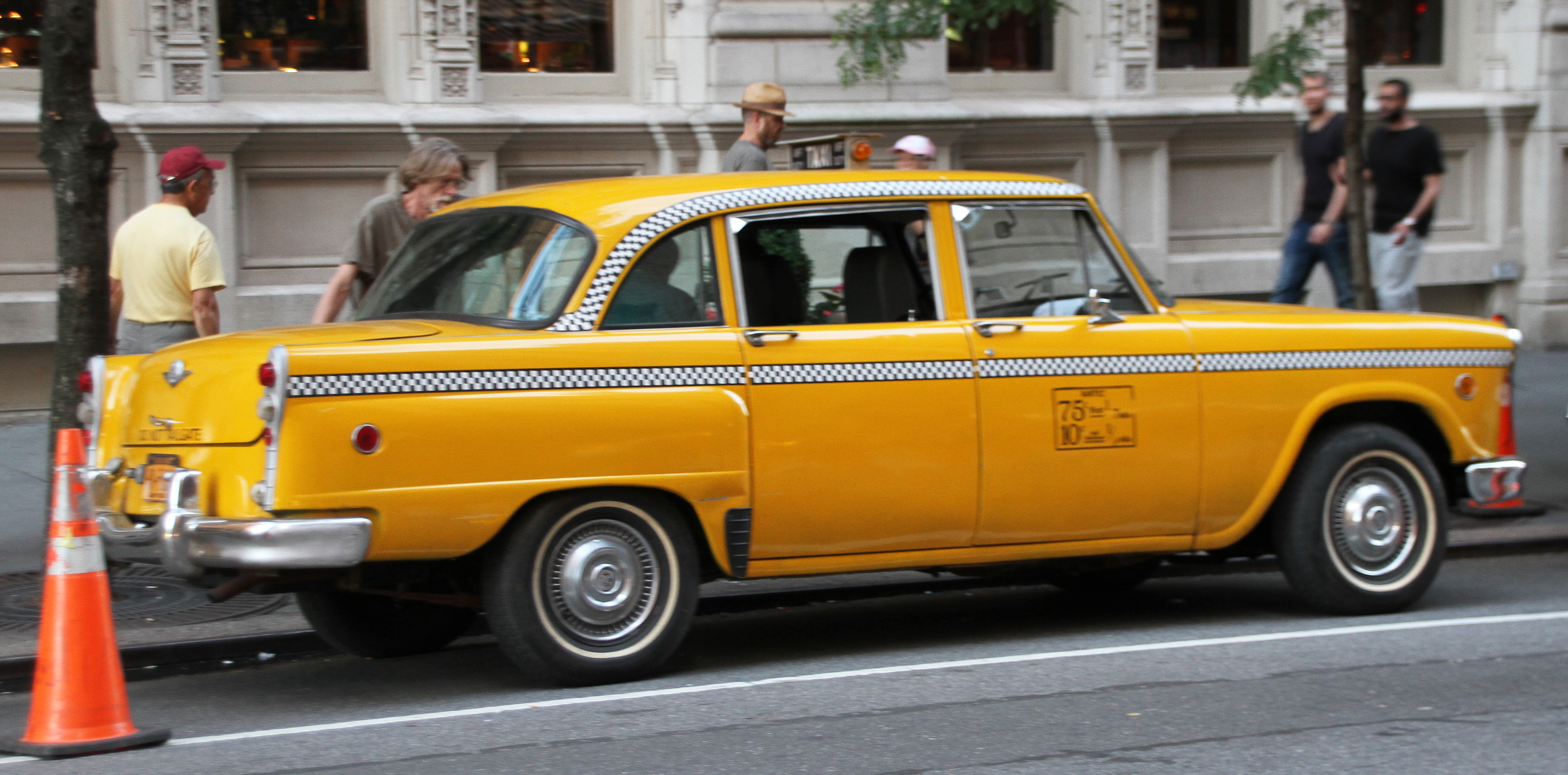
Taxi di colore giallo
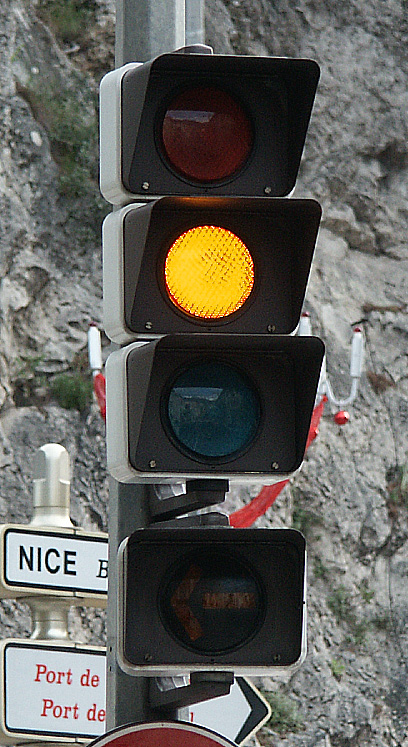
Luce gialla di un semaforo
Esempio di segnale stradale provvisorio ("lavori in corso") con sfondo giallo
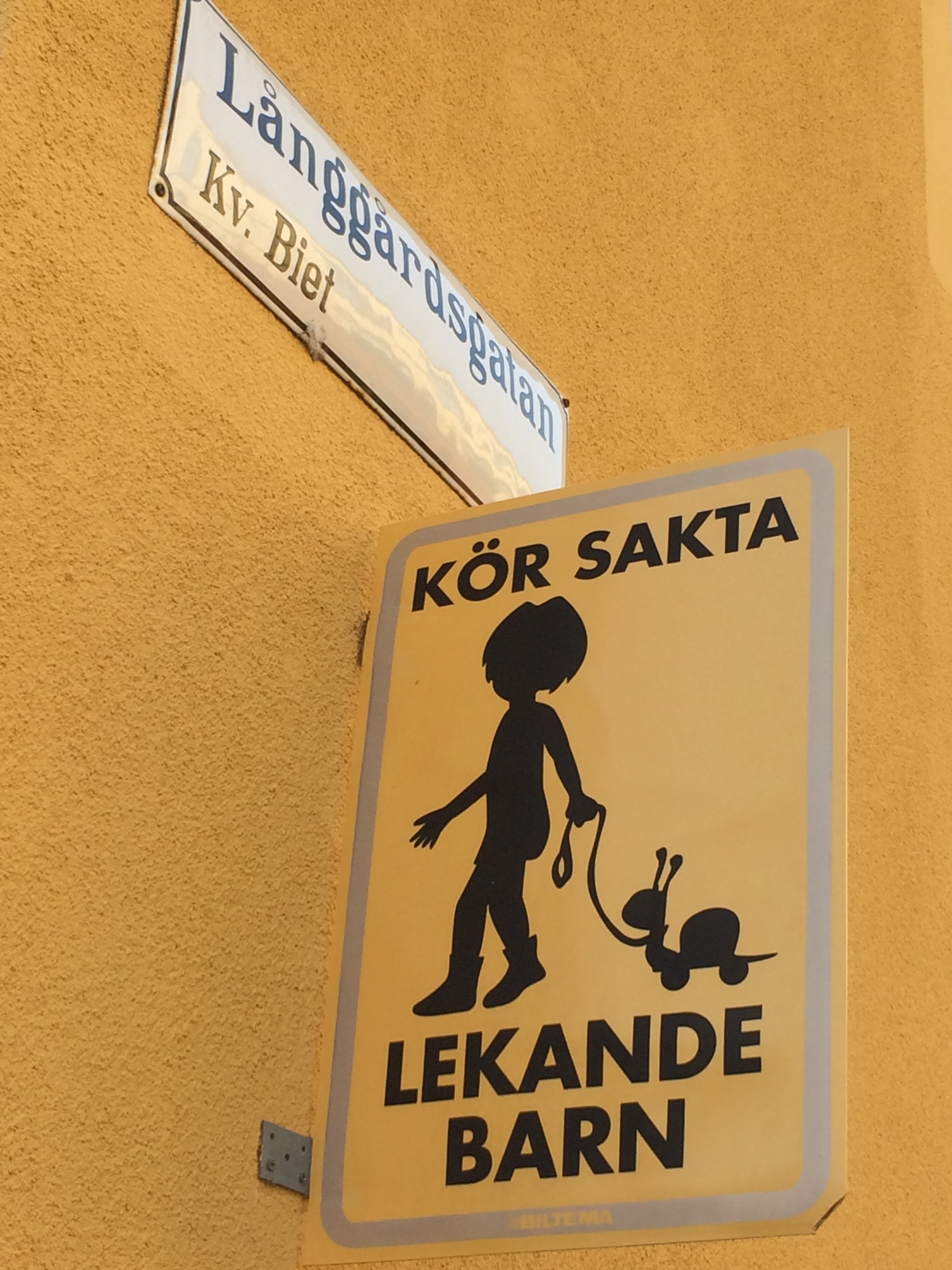
Segnaletica a Malmö, Svezia: Guida piano, bambini che giocano

### Nello sport

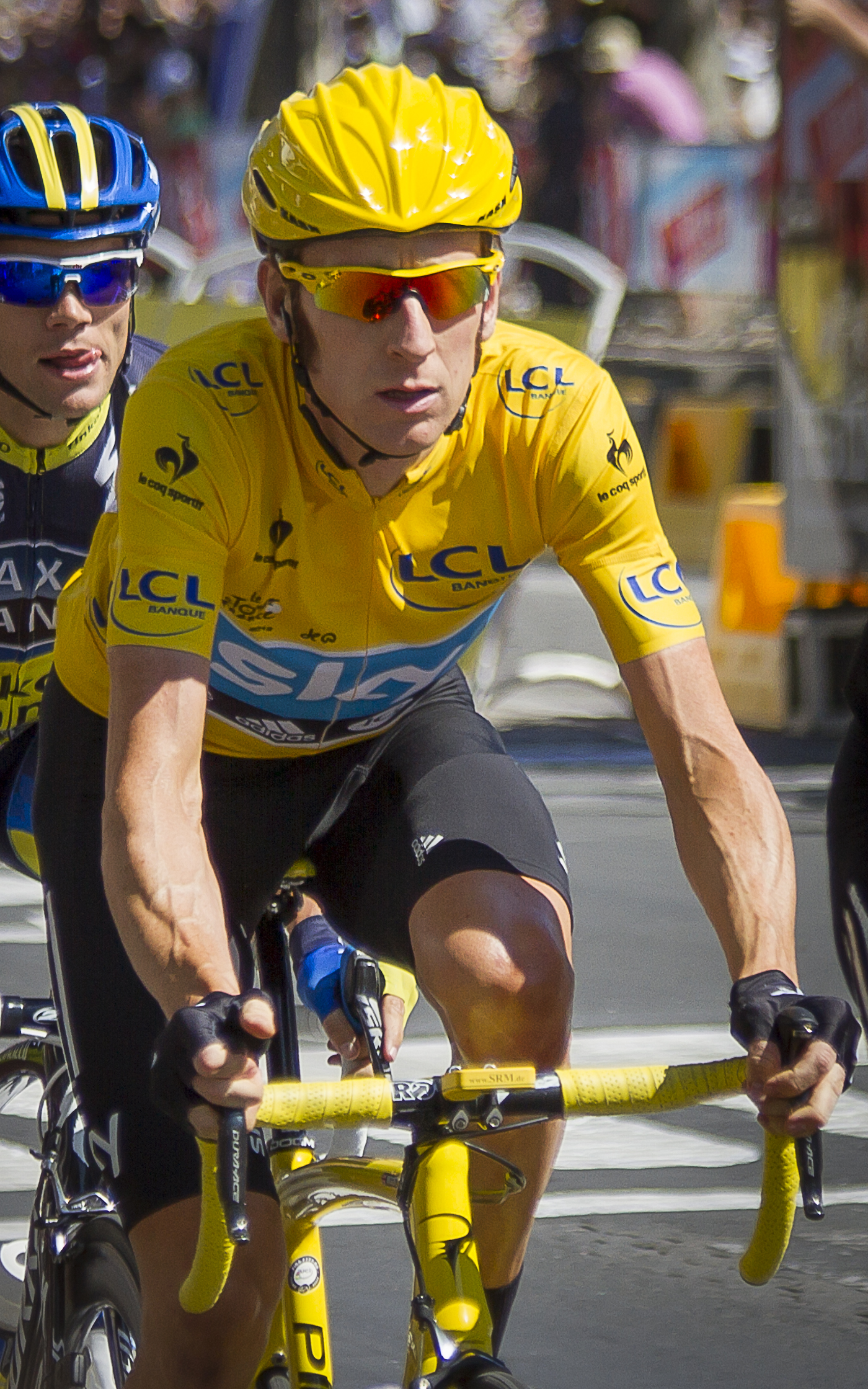
Il ciclista Bradley Wiggins con indosso la maglia gialla conquistata con la vittoria del Tour de France (2012).

- Nelle corse automobilistiche, una bandiera gialla indica pericolo. Le macchine non possono sorpassare in presenza di tale avvertimento, e nei casi più seri devono stare dietro alla safety car.
- La maglia gialla è il premio del vincitore del Tour de France.
- Il giallo è anche simbolo di squadre come il Dortmund oppure la Juve stabia.

### Nella cromoterapia
In cromoterapia, il colore giallo sarebbe utile per favorire l'estroversione e l'ottimismo delle persone. Inoltre, stimolerebbe l'appetito e regolerebbe il buon umore.

### Altre simbologie
- Giallo è uno dei colori simbolo della Cina.
- Gialle erano le stelle di Davide che dovevano cucire, sui propri vestiti, gli ebrei durante le persecuzioni naziste.
- Al pronto soccorso il "codice di accesso giallo" significa situazione grave, ma senza imminente pericolo di vita, con tempo di attesa di norma non superiore a 10 minuti.
- Le Pagine Gialle sono quell'elenco telefonico o sezione di esso che elenca le attività commerciali raggruppate per categoria.

## Nel lessico
- In napoletano, per dire di aver avuto molta paura, si dice "Ho fatto il giallo". Lo stesso modo di dire esiste in italiano, come "diventare giallo di paura".[21] Tale modo di dire deriva dal fatto che un'intensa paura può scatenare una crisi epatobiliare, che come conseguenza conferisce alla pelle un aspetto giallastro.[21]